# Aleksandr Alekseïev
Aleksandr Aleksandrovitch Alekseïev  - en russe : Александр Александрович Алексеев et en anglais : Alexander Alexeyev - (né le 15 novembre 1999 à Saint-Pétersbourg en Russie) est un joueur professionnel russe de hockey sur glace. Il évolue au poste de défenseur.

## Biographie

### Carrière en club
Alekseïev est repêché au 3e rang au total par le Metallourg Novokouznetsk lors du repêchage 2016 de la KHL. La même année, il est également sélectionné par les Rebels de Red Deer au repêchage européen de la LCH. À la suite de sa sélection avec Red Deer, il décide de quitter la Russie pour venir jouer en Amérique du Nord. Il entame ainsi sa carrière junior avec les Rebels, dans la LHOu, en 2016-2017. 
À la fin de la saison 2017-2018, il est éligible au repêchage d'entrée dans la LNH 2018. Le 22 juin 2018, il est choisi en 1er ronde, 31e au total, par les Capitals de Washington. Le 24 septembre, il signe son premier contrat professionnel d'une durée de 3 ans avec les Capitals.
En 2019, il passe professionnel avec les Bears de Hershey, club ferme des Capitals dans la Ligue américaine de hockey.
Le 29 décembre 2021, il joue son premier match dans la Ligue nationale de hockey avec les Capitals face aux Predators de Nashville.

### Carrière internationale
Il représente la Russie au niveau international. Il prend part aux sélections jeunes.

## Statistiques

### En club
| Saison     | Équipe                            | Ligue      |    | Saison régulière | Saison régulière | Saison régulière | Saison régulière | Saison régulière |   | Séries éliminatoires | Séries éliminatoires | Séries éliminatoires | Séries éliminatoires | Séries éliminatoires |
| Saison     | Équipe                            | Ligue      | PJ | B                | A                | Pts              | Pun              | PJ               | B | A                    | Pts                  | Pun                  |                      |                      |
| 2015-2016  | Serebrianye Lvy Saint-Pétersbourg | MHL        | 20 | 1                | 1                | 2                | 8                | -                | - | -                    | -                    | -                    |                      |                      |
| 2016-2017  | Rebels de Red Deer                | LHOu       | 41 | 4                | 17               | 21               | 24               | -                | - | -                    | -                    | -                    |                      |                      |
| 2017-2018  | Rebels de Red Deer                | LHOu       | 45 | 7                | 30               | 37               | 29               | 3                | 2 | 3                    | 5                    | 2                    |                      |                      |
| 2018-2019  | Rebels de Red Deer                | LHOu       | 49 | 10               | 33               | 43               | 34               | -                | - | -                    | -                    | -                    |                      |                      |
| 2019-2020  | Bears de Hershey                  | LAH        | 58 | 3                | 18               | 21               | 16               | -                | - | -                    | -                    | -                    |                      |                      |
| 2020-2021  | Salavat Ioulaïev Oufa             | KHL        | 55 | 8                | 8                | 16               | 10               | 9                | 0 | 1                    | 1                    | 4                    |                      |                      |
| 2020-2021  | Bears de Hershey                  | LAH        | 12 | 2                | 7                | 9                | 4                | -                | - | -                    | -                    | -                    |                      |                      |
| 2021-2022  | Bears de Hershey                  | LAH        | 68 | 1                | 18               | 19               | 51               | 3                | 0 | 1                    | 1                    | 0                    |                      |                      |
| 2021-2022  | Capitals de Washington            | LNH        | 1  | 0                | 0                | 0                | 2                | -                | - | -                    | -                    | -                    |                      |                      |
| 2022-2023  | Bears de Hershey                  | LAH        | 4  | 0                | 1                | 1                | 0                | -                | - | -                    | -                    | -                    |                      |                      |
| 2022-2023  | Capitals de Washington            | LNH        | 32 | 0                | 5                | 5                | 4                | -                | - | -                    | -                    | -                    |                      |                      |
| 2023-2024  | Capitals de Washington            | LNH        | 39 | 1                | 2                | 3                | 6                | 4                | 0 | 1                    | 1                    | 4                    |                      |                      |
| 2024-2025  | Capitals de Washington            | LNH        | 8  | 0                | 0                | 0                | 0                | 10               | 0 | 0                    | 0                    | 4                    |                      |                      |
| 2024-2025  | Bears de Hershey                  | LAH        | 3  | 0                | 2                | 2                | 0                | -                | - | -                    | -                    | -                    |                      |                      |
| Totaux LNH | Totaux LNH                        | Totaux LNH | 8  | 1                | 7                | 8                | 12               | 14               | 0 | 1                    | 1                    | 8                    |                      |                      |